# Pu Yi
Pu Yi (Chineza tradițională: 溥儀; Chineză: 溥仪; pinyin: Pǔyí), (n. 7 februarie 1906, Xicheng District⁠(d), Beijing, Dinastia Ming – d. 17 octombrie 1967, Dongcheng District⁠(d), Beijing, Republica Populară Chineză) a fost al doisprezecelea și ultimul împărat al Dinastiei chineze Qing.
A fost încoronat la vârsta de doar trei ani în anul 1909 și a fost obligat să abdice la 12 februarie 1912.
A fost cunoscut ca împărat sub numele de Împăratul Xuantong (宣統皇帝) între 1908 și 1911, și ca împărat, dar fără să conducă efectiv, între 1911 și 1924, iar între anii 1932 și 1945 a domnit în statul marionetă cunoscut sub numele de Manciukuo.

## Familie

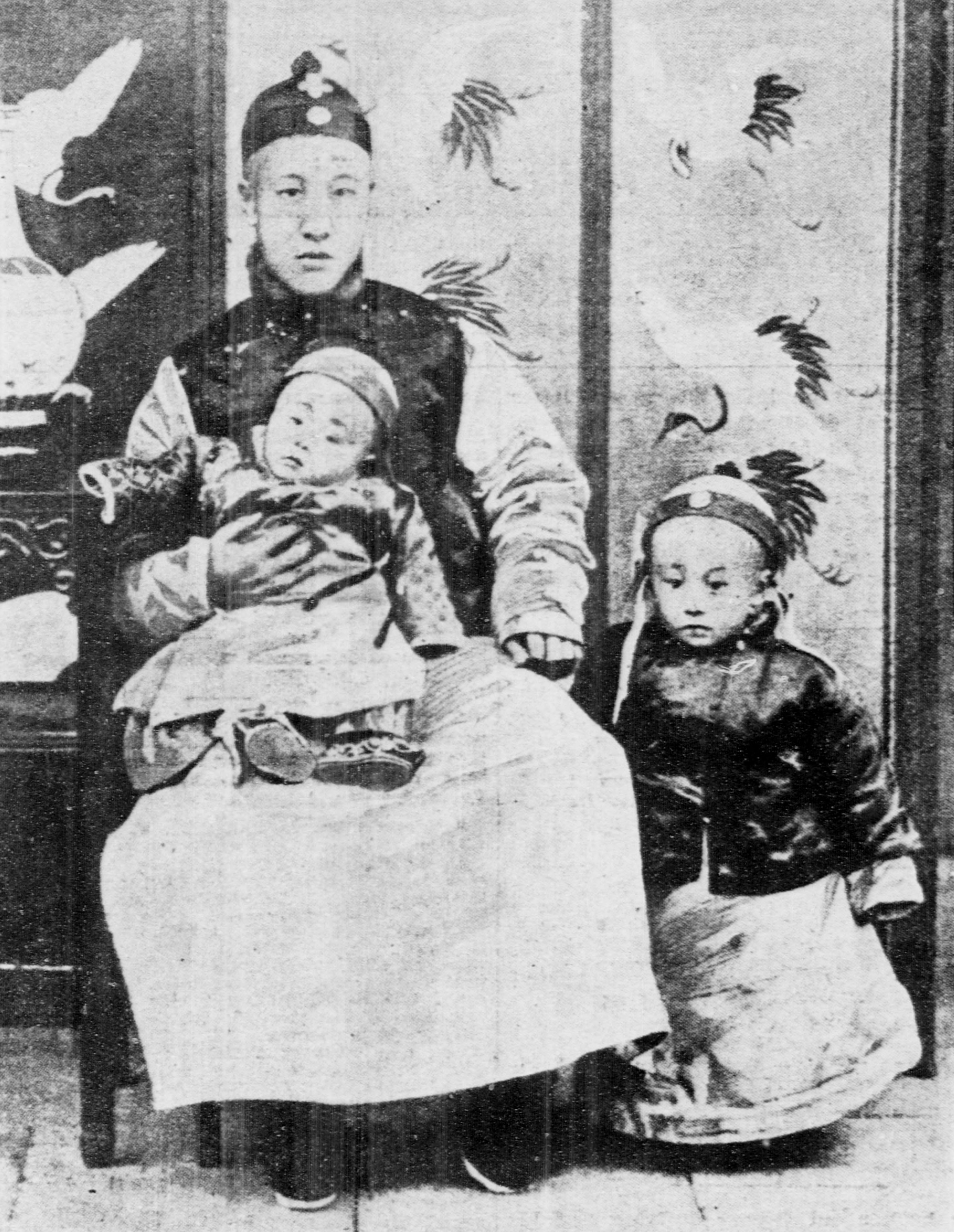
Puyi (dreapta), în vârstă de trei ani stând lângă tatăl său, Zaifeng, Prinț Chun și fratele său mai mic, Pujie.

Străbunicul lui Puyi a fost Împăratul Daoguang (domnie: 1820–1850), care a fost succedat de cel de-al patrulea fiu al său, Împăratul Xianfeng (domnie: 1850–1861).
Bunicul patern al lui Puyi a fost Yixuan, Prinț Chun (1840–1891), al șaptelea fiu al Împăratului Daoguang și fratele mai mic al Împăratului Xianfeng. Împăratul Xianfeng a fost succedat de singurul său fiu, care a devenit Împăratul Tongzhi (domnie: 1861–1875). Împăratul Tongzhi a murit la vârsta de 18 ani fără un fiu și a fost succedat de Împăratul Guangxu (domnie: 1875–1908), fiu al primului Prinț Chun și a Yehenara Wanzhen (sora mai mică a Împărăteasei văduve Cixi). Împăratul Guangxu a murit fără un moștenitor.
Puyi, care i-a succedat Împăratului Guangxu, a fost fiul cel mare al lui Zaifeng, Prinț Chun și a concubinei Lingiya (1866–1925). Zaifeng era fratele mai mic al Împăratului Guangxu și primul în linia de succesiune.
Puyi a avut un frate mai mic, Pujie (1907–1994), care s-a căsătorit cu o verișoară a Împăratului Hirohito, Lady Hiro Saga. Regula de succesiune a fost modificată pentru a-i permite lui Pujie să-i succeadă lui Puyi, care nu a avut copii.
Fratele vitreg al lui Puyi, Puren (1918–2015) a adoptat numele chinezesc Jin Youzhi și a trăit în China până la sfârșitul vieții. În 2006 Jin Youzhi a intentat un proces în ceea ce privește drepturile de imagine și a vieții private ale lui Puyi. În proces, el a susținut că aceste drepturi au fost încălcate de către lucrarea "Ultimul monarh al Chinei și familia sa".

## Împărat al Chinei (1908–1912)

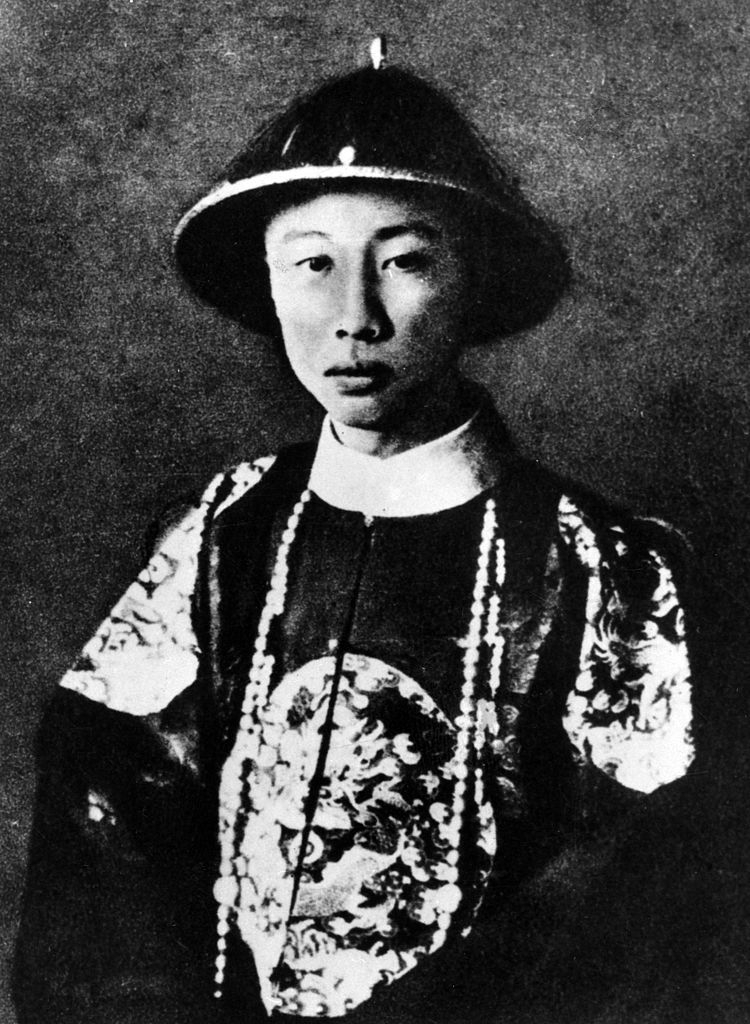
Puyi în 1922

Ales de Împărăteasa văduvă Cixi pe patul de moarte, Puyi a devenit împărat la vârsta de 2 ani și 10 luni, în decembrie 1908 după ce Împăratul Guangxu a murit la 14 noiembrie. Intitulat Împăratul Xuantong, inițierea lui Puyi pentru viața de împărat a început când oficiali ai palatului au venit la reședința familiei să-l ia. Micul Puyi a țipat și s-a opus atunci când oficialii au ordonat unui eunuc să-l ridice. Tatăl lui, Prințul Chun, a devenit Prinț-Regent (摄政王). În timpul încoronării lui Puyi, micul împărat a fost purtat în brațe spre tron de tatăl său. Puyi a fost atât de speriat de scena din fața lui și de sunetele asurzitoare de la tobele ceremoniale și muzică, încât a început să plângă. Tatăl său i-a spus încercând să-l liniștească "Nu plânge, se va termina curând."
Doica lui Puyi, Wen-Chao Wang, a fost singura care a putut să-l liniștească și l-a însoțit în Orașul Interzis. Puyi nu și-a mai văzut mama biologică, prințesa Chun, timp de șapte ani. El a dezvoltat o legătură specială cu Wen-Chao Wang și era singura persoană care îl putea controla. Atunci când împăratul a împlinit opt ani, ea a fost trimisă departe. După ce Puyi s-a căsătorit, el ar fi adus-o din când în când în Orașul Interzis, și mai târziu la Manchukuo, să-l viziteze. După grațierea lui de către guvern în 1959, el l-a vizitat pe fiul ei adoptiv și a aflat abia atunci de sacrificiile ei personale pentru a fi doica lui.
Creșterea lui Puyi a fost greu să conducă la creșterea unui copil sănătos și bine echilibrat. Peste noapte, a fost tratat ca un zeu și în imposibilitatea de a se comporta ca un copil. Adulții din viața lui, cu excepția doicei lui, Wen-Chao Wang, au fost toți străinii, îndepărtați, și incapabili să-l disciplineze. Oriunde mergea, oamenii maturi îngenuncheau într-un ritual de ploconire, ferindu-și privirea până când el trecea. Curând, tânărul Puyi a descoperit puterea absolută pe care o deținea peste eunuci și frecvent i-a bătut pentru greșeli mici.
După căsătorie, Puyi a început să preia controlul asupra palatului. El a descris că "o orgie de jafuri" a avut loc, care a implicat "toată lumea de la cel mai mare la cel mai mic". Potrivit lui Puyi, până la sfârșitul ceremoniei de nuntă, perlele și coroana de jad ale împărătesei au fost furate. Încuietorile au fost rupte, zonele au fost percheziționate și la 27 iunie 1923 un incendiu a distrus zona din jurul Palatului. Puyi a suspectat că a fost un incendiu intenționat pentru a acoperi furtul. I-a izgonit pe eunuci de la palat și existau zvonuri că fratele său a furat comori și colecții de artă pentru a le vinde colecționarilor bogați pe piața neagră. Următorul pas de acțiune a fost să reformeze administrația Palatului. În această perioadă, el a adus în mai multe persoane din exterior pentru a-i înlocui pe ofițerii tradițional aristocratici în scopul de a îmbunătăți responsabilitatea. El l-a numit pe Zheng Xiaoxu ca ministru al Administrației și Zheng Xiaoxu l-a angajat pe Tong Jixu, un fost ofițer al Forțelor Aeriene de la Beiyang Military, ca șeful său de personal. Cu toate acestea, reforma nu a durat mult înainte ca Puyi să fie forțat să iasă din Orașul Interzis de Feng Yuxiang.

## Ultimii ani (1945–1967)

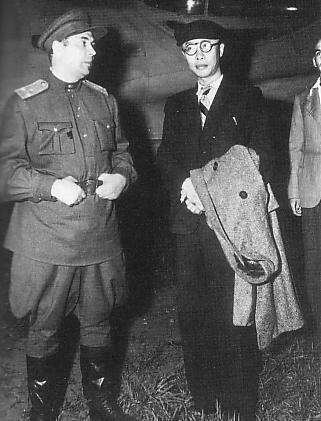
Puyi (dreapta) și un ofițer sovietic

La sfârșitul celui de-al Doilea Război Mondial, Puyi a fost capturat de Armata Roșie sovietică la 16 august 1945 în timp ce voia să fugă cu un avion în Japonia. Sovieticii l-au dus într-un oraș din Siberia, Cita. A trăit într-un sanatoriu, apoi mai târziu a fost dus la Habarovsk în apropiere de granița chineză.
În 1946, a depus mărturie la Tokyo, la Tribunalul militar internațional pentru Extremul Orient, detaliind resentimentele sale despre cum a fost tratat de japonezi.
Când Partidul Comunist Chinez sub Mao Zedong a venit la putere în 1949, Puyi a fost repatriat în China după negocieri între Uniunea Sovietică și China. Exceptând perioada din timpul războiului coreean, când a fost mutat la Harbin, Puyi și-a petrecut zece ani la Centre de detenție pentru criminali de război de la Fushun în provincia Liaoning, până când a fost declarat reformat.
Puyi a ajuns la Peking în 1959 cu permisiunea specială de la Mao Zedong și a trăit următorii șase ani ca cetățean obișnuit la o reședință împreună cu sora lui, înainte să fie transferat la un hotel sponsorizat de guvern. El și-a exprimat sprijinul pentru comuniști și a lucrat ca asistent grădinar la Grădina Botanică din Peking. La vârsta de 56 de ani, la 30 aprilie 1962, s-a căsătorit cu Li Shuxian, o asistentă medicală, în cadrul unei ceremonii care a avut loc la Conferința Consultativă. Din 1964 până la moartea sa, el a lucrat ca redactor la departamentul literar al Conferinței Consultative Politice a Poporului Chinez, unde salariul său lunar a fost în jur de 100 de yuani.
Cu încurajarea lui Mao Zedong și a premierului Zhou Enlai, Puyi și-a scris autobiografia Wo De Qian Ban Sheng (chineză: 我的前半生 Prima jumătate a vieții mele) în anii 1960 împreună cu Li Wenda, un editor de la Biroul de Presă din Peking.

## Filme despre viața lui Pu Yi
S-au turnat două filme despre viața împăratului: Fire Dragon al lui Li Han Hsiang în 1986 și Ultimul împărat al lui Bernardo Bertolucci în 1987, film câștigător a 9 Premii Oscar pentru: cel mai bun film, cea mai bună adaptare cinematografică, cea mai bună regie, cea mai bună imagine, cel mai bun montaj, cea mai bună muzică originală, cea mai bună scenografie, cele mai bune costume, cea mai bună coloană sonoră.